# Steve Masakowski

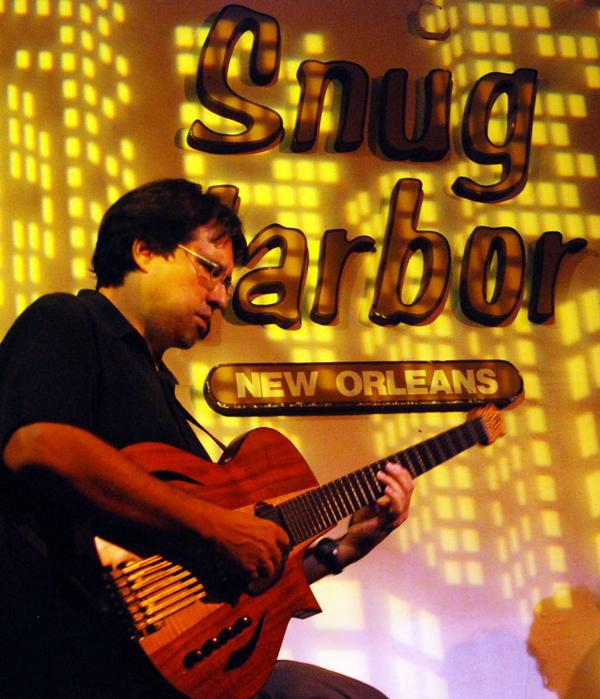
Steve Masakowski

Steve Masakowski (* 2. September 1954 in New Orleans) ist ein US-amerikanischer Jazzgitarrist, Komponist und Hochschullehrer.

## Leben und Wirken
Masakowski schloss 1974 seine Studien am Berklee College of Music ab; 1978 erfand er einen Gitarrensynthesizer.  1982 legte er auf eigenem Label sein Debütalbum vor, gefolgt von zwei Alben für Blue Note Records. Außerdem arbeitete er als Studiomusiker u. a. mit Rick Margitza, Mose Allison, Red Tyler, Tony Dagradi und Johnny Adams. Ferner ging er mit Dianne Reeves auf Tour und arbeitete mit der Jazzband Astral Project. Er wirkte von 1982  bis 2011 bei 57 Aufnahmesessions mit.
Masakowski lehrt Komposition, Jazztheorie und Gitarre seit 1985 an der University of New Orleans, seit 2004 als Professor und Inhaber des Coca-Cola Endowed Chair of Jazz Studies. Er veröffentlichte daneben eine Reihe von Artikeln im Musikmagazin Guitar Player und schrieb ein Lehrbuch.
Seine Tochter ist die Jazzsängerin Sasha Masakowski.

## Diskographische Hinweise
- Friends (Nebula, 1984), mit Rick Margitza
- What It Was (Blue Note, 1993)
- Direct Axecess (Blue Note, 1994), mit Brian Blade
- For Joe (Compass, 2000), mit Bill Huntington, Johnny Vidacovich
- Masakowski Family: Have Yourself a Merry Little Christmas (2021)